# Техничка школа „Николе Тесле” Вуковар
Техничка школа Николе Тесле средња је школа у Вуковару у Хрватској. 

## Историја
Прве писане трагове о школи налазимо у Одлуци Банске управе Савске бановине од 11. октобра 1936. године, којим се одобрава оснивање школе за ученике и помоћнике у Борову. Назив школе је био Виша стручна школа занатског одсека и почиње са радом 1937/1938. године. Године 1940. отворена је Средња занатско-индустријске школе. После Другог светског рата школа је носила назив Државна индустријска школа. Од 1962. године школа носи назив Обућарско-гумарско-техничка школа.  
Године 1973. школа мења назив у Центар за образовање и усмерено образовање Едвард Кардељ. Књиге из тог периода сведоче да школа отвара одељења у БиХ (Модрича, Прњавор, Оџак), Војводини (Сомбор), Србији (Шабац) и у Доњем Михољцу. 
Деведесетих година школа је променила назив из Техничка школа Борово у Средња школа Вуковар. Године 2005. године школа добија назив Техничка школа Николе Тесле. 
Дан школе је 17. мај. Школу тренутно похађа 365 ученика, то је средња школа са највећим бројем ученика у граду Вуковару. Од тог броја половина похађа наставу на српском језику и ћирилици. 
Године 2020. опремљен је електронско-роботички кабинет, које је финансирала је Фондација Ново сутра, а ученици су израдили робота асистента. 